# スバルナ・シャムシェル・ラナ
スバルナ・シャムシェル・ラナ（ネパール語: सुवर्ण समसेर राणा、ラテン文字表記：Subarna Shamsher Rana 1910年 - 1977年11月9日）は、ネパール王国の政治家、首相。1958年5月15日から1959年5月27日まで、ネパールの首相を務めている。ラナ家の一族であったが、反ラナ運動で活動していた。